# Nemzeti Konvent

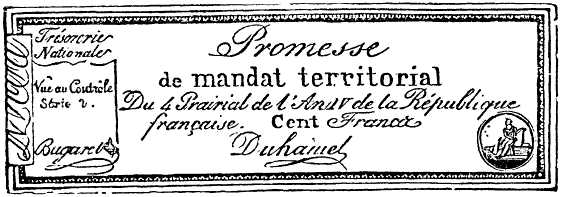
Területi képviselői mandátum

Nemzeti Konvent (röviden: Konvent) nevet kapta a francia forradalom idején az alkotmányos monarchia 1792. szeptember 20-i megdöntését követő alkotmányozó, majd törvényhozó nemzetgyűlés. 1795. október 26-án oszlatták fel.

## Előzmények
1792. augusztus 10-én a törvényhozó testület képviselői, szembetalálva magukat a fellázadt párizsiak Tuileriákban végrehajtott dúlásával, kénytelenek voltak fogadni XVI. Lajost a Nemzetgyűlésben, felfüggeszteni a királyi hatalmat, bebörtönözni a királyt, és ígéretet tenni egy Konvent összehívására, amely új alkotmányt készít. Alapelvként azonnal elfogadták a 21 éven felüli férfiak általános választójogát. Ezzel Franciaország lett a világon az első állam, ahol általános és szabad választásokat tartottak, függetlenül rangtól, vagy társadalmi osztálytól.
A választásokra szeptemberben került sor, eléggé zaklatott körülmények között, mivel a börtönökben mészárlások folytak (csak Párizsban mintegy 1000–1400 főt végeztek ki kellően meg nem alapozott, sommás ítéletek alapján). A részvételi arány igen alacsony volt, alig haladta meg a 10%-ot. Mivel sokan nem mertek szavazni, az aktív, de radikális hangadók uralták el a közéletet. A szavazás két fázisban zajlott: általános szavazással választották meg a legalább 21 éves elektorokat, akik választói testületet alkottak, mely újabb szavazás keretében, relatív többséggel döntött a képviselői lista minden egyes helyéről (képviselő csak 25 év feletti személy lehetett).
A Nemzeti Konvent első alkalommal a Köztársaság kikiáltásának napján, 1792. szeptember 21-én ült össze a Tuileriák lovardájában. A 749 képviselő három nagyobb csoportot képezett:
- hegypártiak – jakobinusok és sans-culotte-ok (kispolgárság), létszámuk az idők során 120–200 fő között változott (legfontosabbak: Robespierre, Danton, Marat, Desmoulins, Saint-Just);
- mocsár vagy "lapály" (politikailag semleges, a korszak kezdetén többségében inkább a girondista, később a jakobinus eszmékhez állt közelebb) számuk kb. 500 fő volt;
- girondisták (a nagy- és középpolgárság gazdagabb része) számuk 135–165 fő között volt (legfontosabbak: Brissot, Vergniaud, Roland).

A képviselők egyharmada volt jogász; a sorokban mindössze 15 földműves és 2 munkás foglalt helyet.
A kezdeti 749 főbe nincs beleszámolva a tengerentúli területek és gyarmatok 33 küldöttje, akik közül csak néhányan érkeztek meg. Később, amikor újabb tartományokat csatoltak Franciaországhoz, a Konvent kiegészült e területek képviselőivel is.

## Időszakai

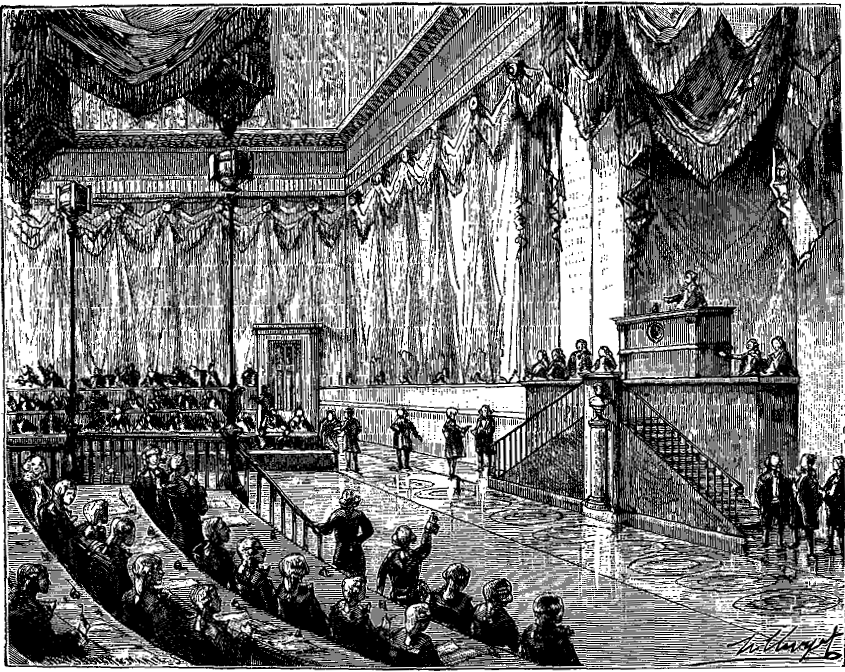
Nemzeti Konvent

A Nemzeti Konvent története három időszakra osztható:
- Girondi Konvent – 1792. szeptember 21-étől 1793. május 31-éig
- Hegypárti Konvent – 1793. június 2-től a francia forradalmi naptár szerinti II. esztendő Hőség hava 9-ig (1794. július 27.)
- Thermidori Konvent – II. esztendő Hőség hava 9-től IV. esztendő Köd hava 4-ig (1795. október 26.), a Direktórium megalakításáig.

### Girondi Konvent
Az első időszak során a Konvent:
- megdöntötte a monarchiát (1792. augusztus 10.),
- kikiáltotta a köztársaságot (1792. szeptember 21.),
- árulásért halálra ítélte XVI. Lajost, akit 1793. január 21-én ki is végeztek,
- a hegypártiak nyomására létrehozta a Forradalmi Törvényszéket (1793. március 10.), amely halálra ítélte és nyaktilóra juttatta többek között Mária Antónia francia királynét (1793. október 16.), valamint
- felállította a végrehajtó hatalmat gyakorló Végrehajtótanácsot.

Szembetalálva magát a gazdasági és pénzügyi nehézségekkel,
- fixálta a forradalmi pénz, az asszignáta értékét (1793. április 11.),
- maximálta a gabona árát (1793. május 4.).

Mindezek rendkívül bonyolult és összetett politikai és katonai környezetben zajlottak. Katonai téren, az 1792. szeptember 20-i valmyi csata után, a szedett-vedett francia forradalmi hadseregnek sikerült lazítania a koalíciós erők szorításán, sőt, sikeres ellentámadást hajtott végre az osztrák erők ellen, előrenyomult egészen Hollandiáig, keleten pedig felszabadította Savoyát. Ugyanakkor 1793 tavasza katasztrofális: a Németalföldön elszenvedett vereség után a hadseregnek vissza kellett vonulnia, 1793 márciusában a közép-francia tengerparti tartományban, Vendée-ben ellenforradalmi felkelés robbant ki.
Politikai téren nagyon gyorsan konfrontálódott nemcsak a hegypártiak között túlsúlyban lévő jakobinus forradalmárok ellenséges magatartásával, de a párizsi helyhatósággal, majd a „mocsár” egyes tagjaival is, akik 1792 telén már nagy számban a hegypártiak oldalán álltak. Egyre többször vádolták a girondistákat megalkuvással, túlzott mérséklettel (ellenezték például a király kivégzését), sőt egyértelmű árulással (Dumouriez tábornok, a valmy-i győztes 1793 áprilisában átállt az ellenséghez). 1792 szeptemberétől egyre nagyobb nyomás nehezedett a Konventre. Az ország 83 megyéjéből 60-ban lázadás volt. A girondisták szerették volna megvédeni a forradalmat, de elutasították a szabadságjogok korlátozását és a forradalmi terrort. Ez a magatartás bénultsághoz vezetett. Ráadásul az addig túlreprezentált Párizs városának képviseleti részarányát is 1/83-ra kívánták csökkenteni, ami növelte a féktelen jakobinus sajtó által tüzelt elégedetlenséget. A szándék végül is végzetesnek bizonyult: 1793. június 2-án a Nemzeti Gárda ágyúkkal vette körbe a Konventet, és elűzte a girondista képviselők nagy részét.

### Hegypárti Konvent
Válaszként a külső fenyegetésre, valamint az ellenforradalmi és girondista megmozdulásokra, a Hegypárti Konvent
- 1793. június 24-én megalkotta a közvetlen demokráciának széles teret engedő új alkotmányt,
- a végrehajtó hatalmat a Közjóléti Bizottság kezébe adta,
- 1793. szeptember 17-i rendeletével a Népjóléti Bizottság égisze alatt bevezette a Nagy Terrort (gyanúsak elleni törvény),
- elfogadta az Emberi és Polgári Jogok Nyilatkozatának újabb változatát.
- 1794. június 10-i prairiali rendeletével a végsőkig fokozta a terrort.

Mivel a Konventnek többfrontos harcot kellett vívnia, részben fegyverrel a külső és belső ellenség ellen, részben pedig szociális és politikai téren, az alkotmány bevezetését ideiglenesen elhalasztotta a béke megteremtéséig – így aztán arra sohasem került sor.
Katonai téren a Népjóléti Bizottság, amelynek tagjait minden hónapban a Konvent jelölte ki, a stratégiai kérdéseket Lazare Carnot-ra bízta, aki a „győzelem megszervezőjeként” vált ismertté. Népfelkelést hirdetett, majd – először a világtörténelemben – bevezette az általános hadkötelezettséget, az „újoncozást”. A néphadsereg kiképzetlen volt ugyan, de nagy létszámú; ezen felül lelkesnek, gyorsan mozgónak és kíméletlennek bizonyult. A katonák odaadóan követték a soraikból kiemelkedő tisztek parancsait, szívvel-lélekkel harcolnak hazájukért és szabadságért, míg a koalíció katonái kelletlen zsoldosok voltak. Mivel minden erőforrást a hadsereg felszerelésére, a védelem megszervezésére fordítottak, a II. esztendőbeli sikeres csaták lehetővé tették a katonák számára, hogy az európai koalíciós erők felett győzelmet arassanak, és a háborút áthelyezzék Hollandia és a Német-római Birodalom területére.
Politikai téren a Hegypárti Konvent erősen a „mocsár” befolyása alatt volt, mely következetlenül egyszer a haza védelmét hangsúlyozta, máskor az ország egyidejű gazdasági, politikai és szociális átalakítását követelte. Valójában csak a diktatúra és a terror vált teljessé. Minthogy általános lett a társadalom megtisztulásának (megtisztításának) igénye, és a belső összeesküvéstől való félelem, mindenütt gyanús személyek után kutattak. A terror fokozódása, valamint az erősen diktált, központosított gazdasági intézkedések, melyek szöges ellentétben álltak a képviselők döntő többségének liberalizmusával, oda vezettek, hogy a II. esztendő Hőség hava 9-én a Konvent thermidori összeesküvői vád alá helyezték Robespierre-t és a Közjóléti Bizottság tagjait, s másnap (1794. július 28.) több mint száz jakobinust ítéltek halálra és végeztek ki.

### Thermidori Konvent
Robespierre eltávolítása lehetővé tette a thermidoriaknak, hogy ellenlépéseket tegyenek a sans-culotte-ok és a jakobinusok ellen. Részben veszélyeztetve saját baloldali embereitől, szembe kellett nézniük a királypárti összeesküvőkkel, akik egy emigrációban szervezett hadsereggel szálltak partra 1795. július 15-én Quiberon-ban.
Az immár konzervatív burzsoázia befolyása alatt lévő Thermidori Konvent a forradalmi lendület megtörését képviselte. Főbb művei közé tartozott:
- a Jakobinus klub feloszlatása,
- a liberális gazdasághoz való visszatérés, az árakat maximáló törvény hatályon kívül helyezésével (1794. december 24.),
- az állam és az egyház szétválasztásának megerősítése (1795. február 21.),
- az új alkotmány megszerkesztése, mely bevezette a „cenzushoz kötött” (meghatározott vagyonösszegeket feltételező) szavazati rendszert.

Katonai téren a Thermidori Konvent folytatta a II. esztendő lendületét, sorban termelte ki soraiból a gyakran nagyon fiatal, kiváló képességű tábornokokat, akiket átitatattak a forradalmi eszmék. Aktívan vettek részt a meghódított területeken a „nagy francia nemzet” létrehozásában.
A Thermidori Konvent IV. esztendő Köd hava 4-én 1795. október 26-án adta át a helyét a Direktóriumnak.

## Összegzés
A Nemzeti Konvent volt a francia történelem első általános választásokkal létrehozott – egyben az első köztársasági – nemzetgyűlése. Állandó ellenőrzést gyakorolt a végrehajtó hatalom felett, szociális, politikai és katonai értelemben pedig kivételes megújuló képességről tett tanúbizonyságot. A megyékhez, vagy a hadsereghez küldött biztosok munkája lehetővé tette az ország védelmi képességének egységes elvek szerint történő megteremtését. Sikerült elkerülnie a súlyos polgárháborút és az ország megszállását. Noha egyes történészek és politikusok ma is vitatják a terrornak, XVI. Lajos perbefogásának, vagy a vendée-i háborúnak szükségességét, a Konvent képes volt megmenteni az 1789. évi forradalom vívmányait, és egész Európába exportálni a forradalmi eszméket.
Sokat tett az általános műveltség emeléséért, olyan közoktatási intézményrendszert alakított ki, melynek egyes elemei ma is nagy hírnévnek örvendenek: 
- Tanárképző Főiskola (École Normale Supérieure)
- Műszaki Főiskola (École Politechnique)
- Kézműves és Ipari Főiskola (École des Arts et Métiers)
- Zeneművészeti Főiskola (Conservatoire de Musique)
- Keleti Nyelvek Iskolája (École des Langues orientales)

Kiemelkedő volt a felvilágosító, tudományos szerepe is, múzeumokat hozott létre (Louvre, Természettudományi Múzeum), új típusú naptárt alkotott, és bevezette a metrikus mértékegység rendszert.